# جبن نابلسي
الجبن النابلسي هو نوع من الجبن تشتهر منطقة نابلس في فلسطين بإنتاجه مع انتشاره في عموم مناطق بلاد الشام. تقليديا تصنع من حليب الغنم أو خليط حليب الغنم وحليب الماعز. تضاف إليه عادةً حبة البركة بعد غليه لحفظه. عند الغلي، يضاف المستكة والمحلب في ماء الغلي المالح لإعطاء الجبن نكهة خاصة. بعد غليه، يمكن حفظه في المجمدة (حرارة ما دون الصفر المئوي) أو في ماء مالح.
يعود تسمية هذا النوع من الأجبان بهذا الاسم إلى مدينة نابلس في فلسطين. ويدخل الجبن النابلسي في تحضير بعض أصناف الحلويات مثل الكنافة النابلسية والقطايف والكلاج، كما أنه يدخل في تحضير أنواع مختلفة من الفطائر والمعجنات. يُستخدم حليب الأغنام وأحيانا حليب الماعز في إنتاج هذا النوع من الجبن. يشتهر الجبن النابلسي في جميع أنحاء بلاد الشام، ويعتبر الجبن الرئيسي المُستهلك في الأردن بجانب الجبن العكاوي.